# Oblivia
Oblivia là một chi thực vật có hoa thuộc họ Asteraceae. 
Chi này có các loài sau:
- Oblivia ceronii